# Сходненская
«Схо́дненская» — станция Таганско-Краснопресненской линии Московского метрополитена, находится между станциями «Планерная» и «Тушинская» на северо-западе Москвы. Открыта 30 декабря 1975 года в составе участка «Октябрьское Поле» — «Планерная». Код станции: 127.
«Сходненская» — первая односводчатая станция Москвы, построенная после станции «Аэропорт». Проект станции был разработан одновременно с возобновлением инженерами интереса к конструкциям станций односводчатого типа, начавшихся с «Площади Мужества» и «Политехнической» Петербургского метрополитена. «Сходненская», в отличие от них, унаследовала проект мелкого заложения, в связи с чем в Москве к концу 1970-х гг. появился тип «односводок», которые постепенно вытеснили предыдущее поколение, именуемое «сороконожками».

## История и происхождение названия
Станция открыта в 1975 году в составе участка «Октябрьское Поле» — «Планерная», после ввода в эксплуатацию которого в Московском метрополитене стало 103 станции. Названа по одноимённой улице, в свою очередь происходящей от реки Сходни, протекающей в окрестностях бывшего подмосковного города Тушино.

## Техническая характеристика
Конструкция станции односводчатая. Высокие путевые стены, на которые опирается почти плоский свод. На одном конце имеются два эскалатора на подъём, на другом — общая лестница.

## Вестибюли
На одном конце в северном подземном вестибюле — эскалаторы и лестница, на другом конце в южном подземном вестибюле — общая лестница. Выходы через подземные вестибюли в подземные переходы к Сходненской улице, улице Героев Панфиловцев, бульвару Яна Райниса и Химкинскому бульвару.

## Галерея

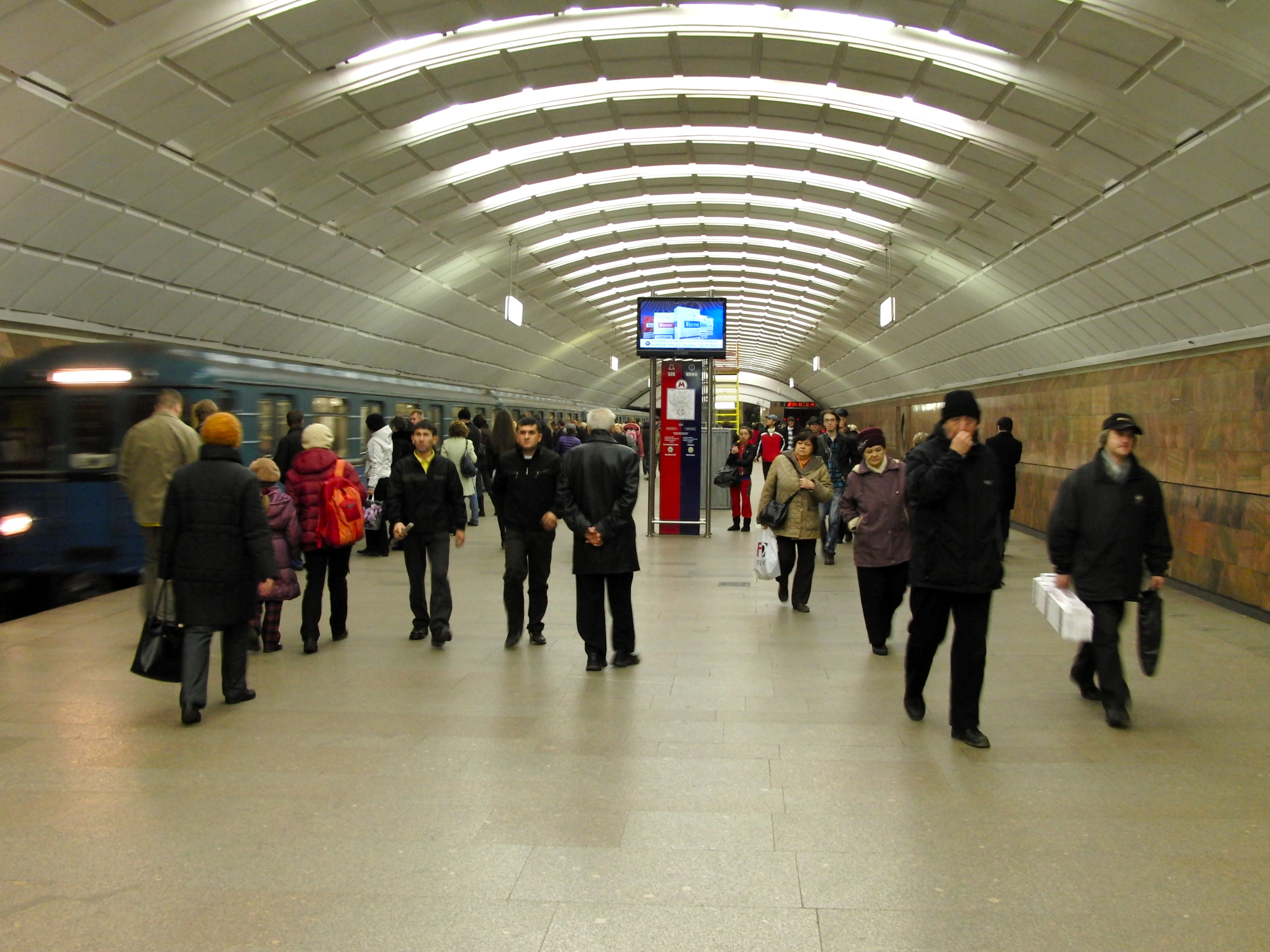
Зал станции
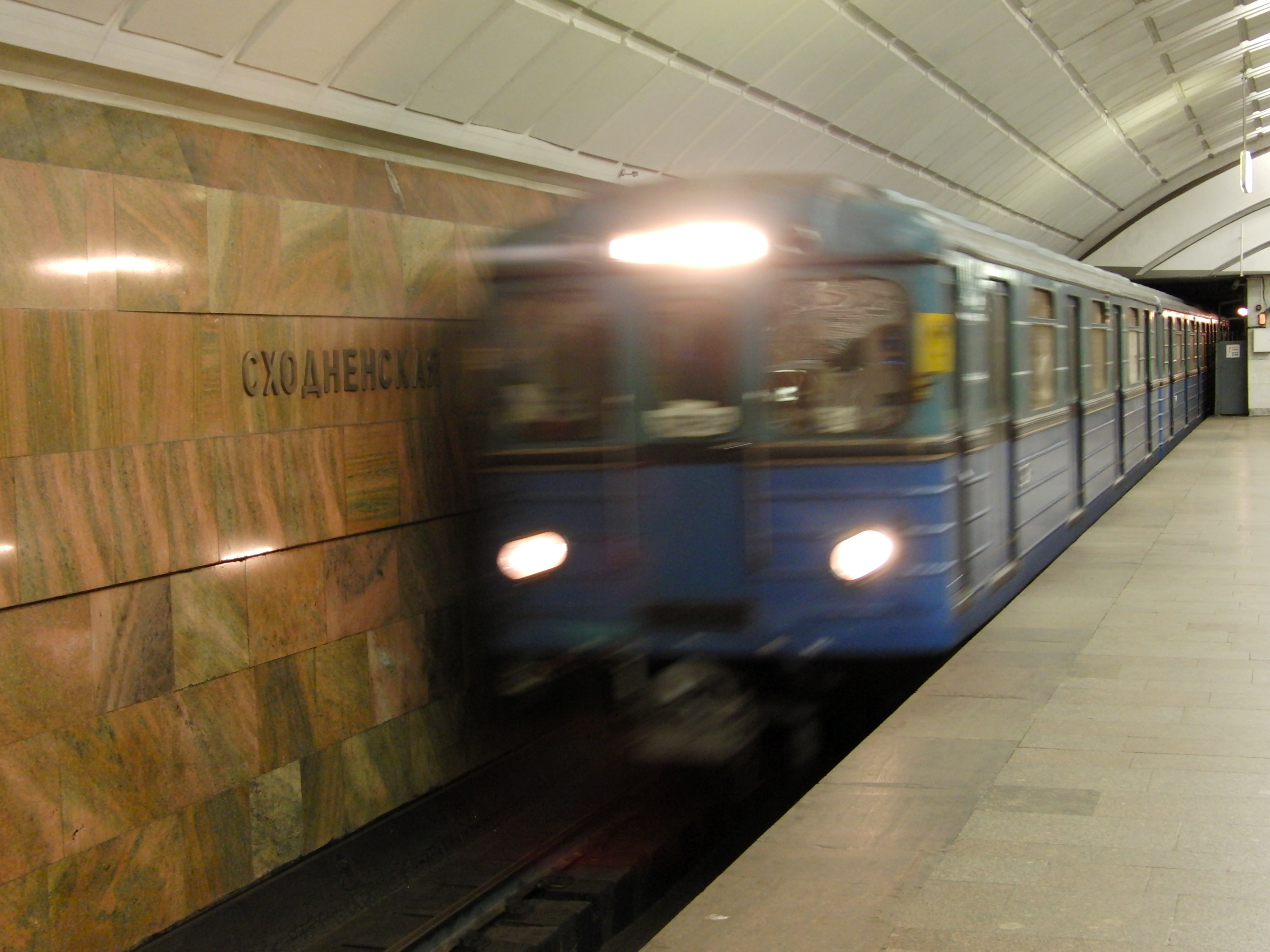
Прибытие поезда на станцию
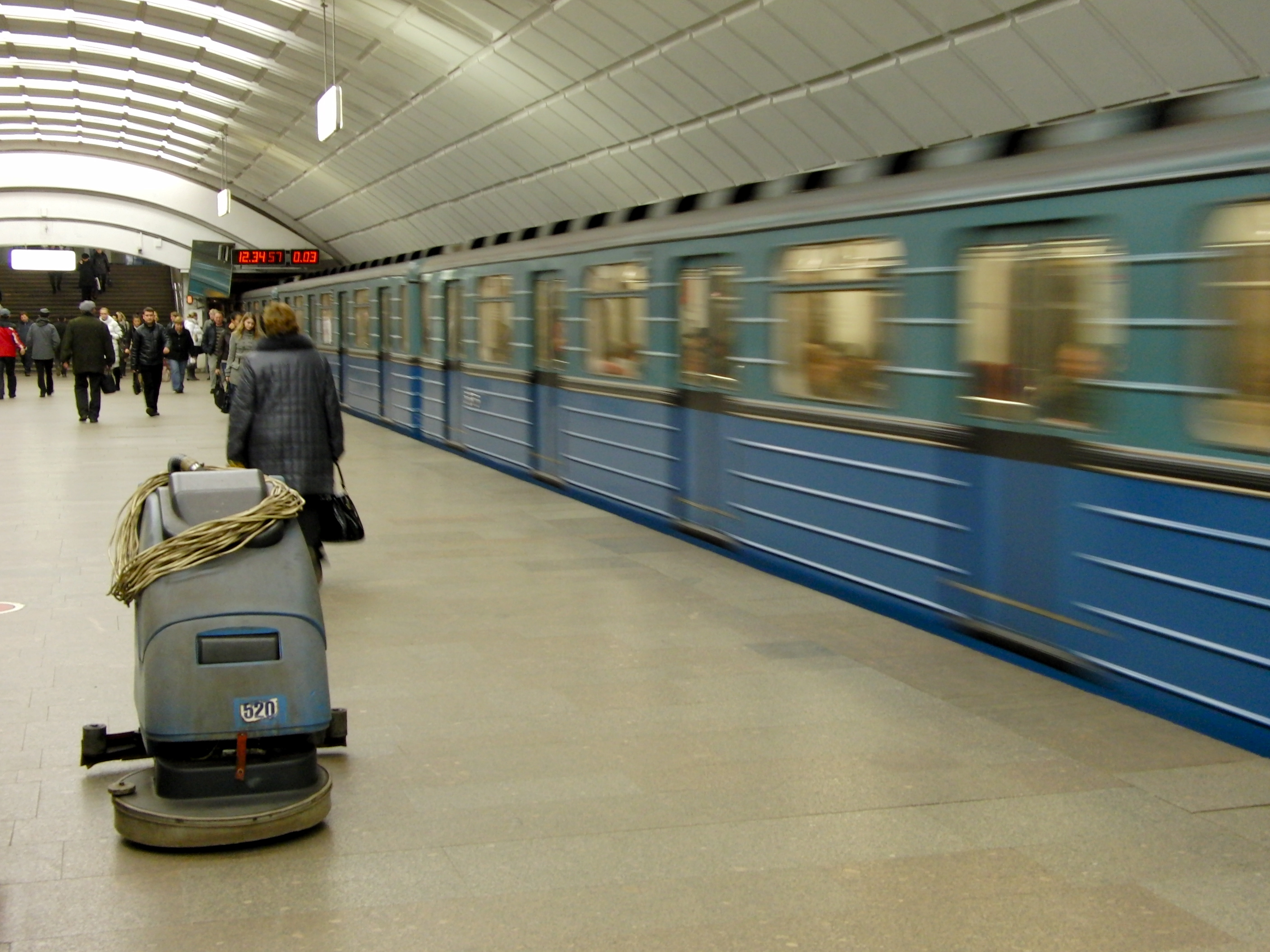
Поезд на станции
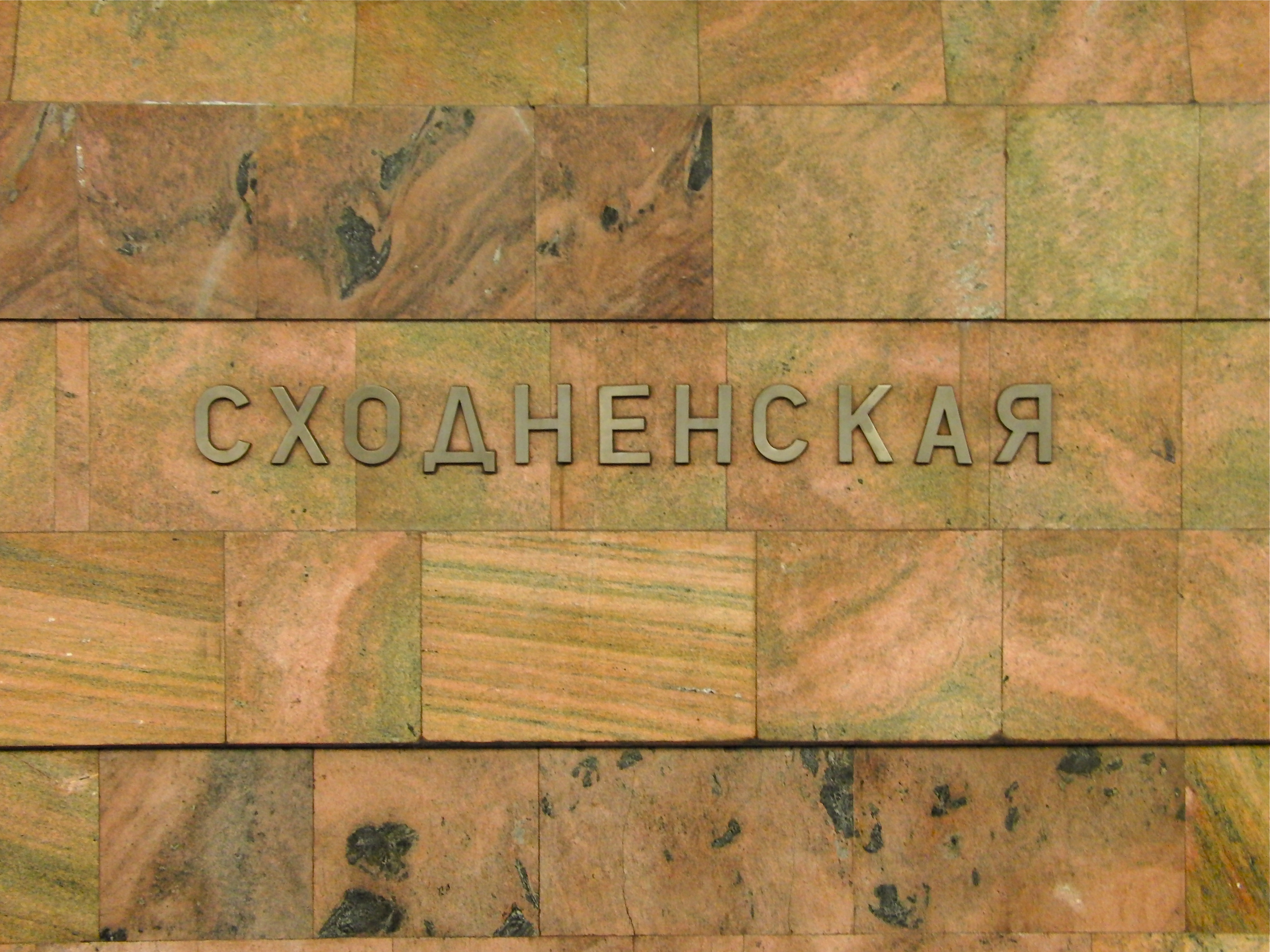
Название на путевой стене

## Оформление
Путевые стены облицованы розоватым мрамором «слюдянка», украшены геометрическим рисунком из алюминиевого литья. Пол выложен мрамором и гранитом светлых тонов. Потолок станции покрыт квадратными плитами, напоминающими «кессоны наоборот». Благодаря белому цвету потолка и большому количеству осветителей (люминесцентные лампы), станция выглядит очень светлой (как открытая станция днём) и просторной.

## Наземный общественный транспорт

### Городской
На этой станции можно пересесть на следующие маршруты городского пассажирского транспорта:
- Автобусы: 96, 199, 267, 313, 368, 400к, 432, 678, Т, т70, н12
- Трамваи: 6

### Областной
- 472: Станция метро Сходненская — МЦД Долгопрудная
- 570к: Станция метро Сходненская — ОПХ Отрадное
- 873: Станция метро Сходненская — МЦД Сходня
- 878к: Станция метро Сходненская — Микрорайон Чернево
- 971к: Станция метро Сходненская — ЖК Мишино
- 1082: Станция метро Сходненская — Бизнес-парк Гринвуд
- 1208к: Станция метро Сходненская — Мортонград
- 1873: Станция метро Сходненская — Микрорайон Велтон Парк

## Проблемы
В конце 2012 года наблюдался большой приток воды из деформационного шва свода станции. По одной из версий, это было вызвано строительством ТЦ «Калейдоскоп», расположенного в непосредственной близости от станции. В январе 2013 года были проведены ремонтные работы с заделкой протекавшего деформационного шва.

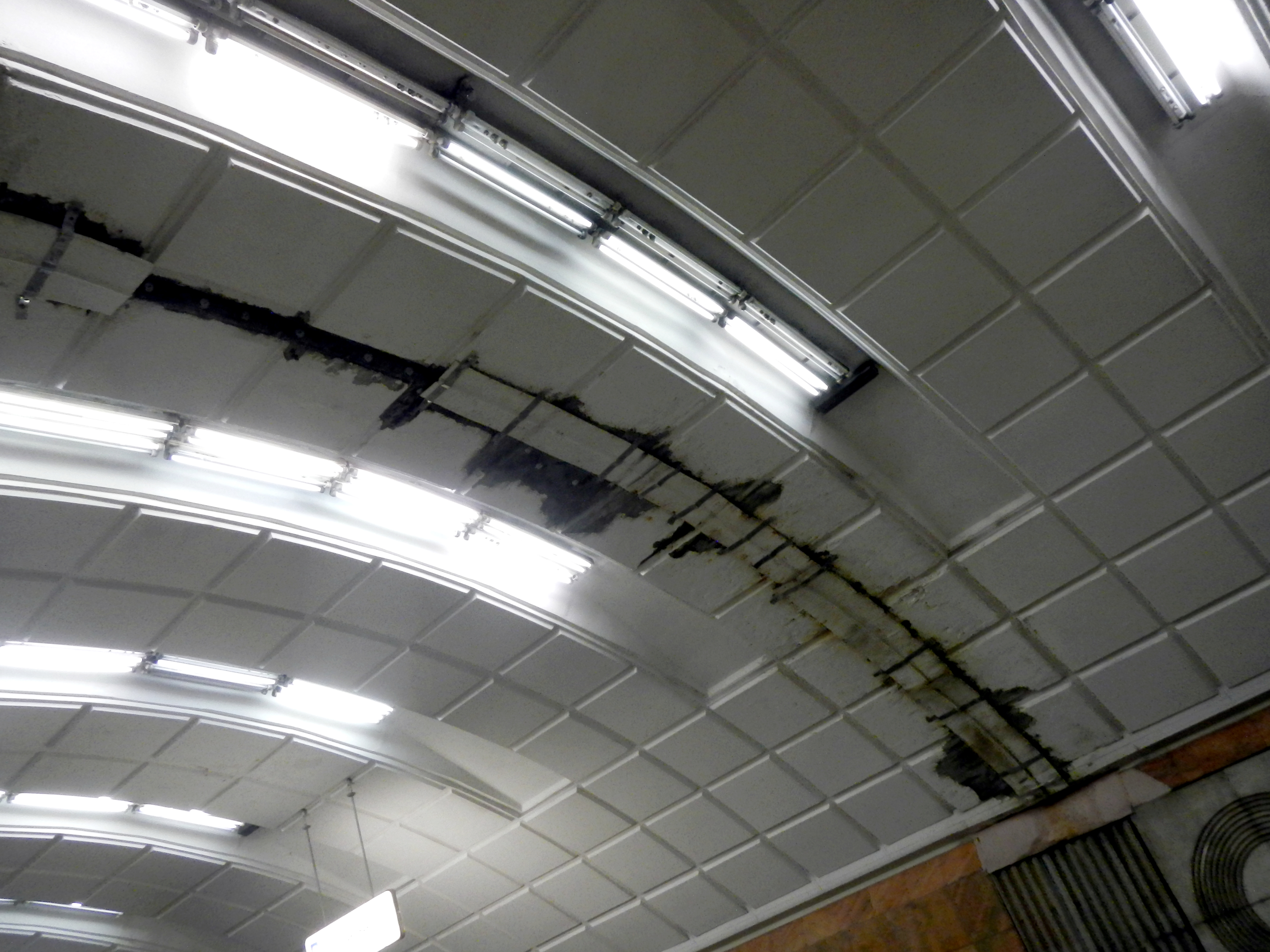
Стяжка на потолке
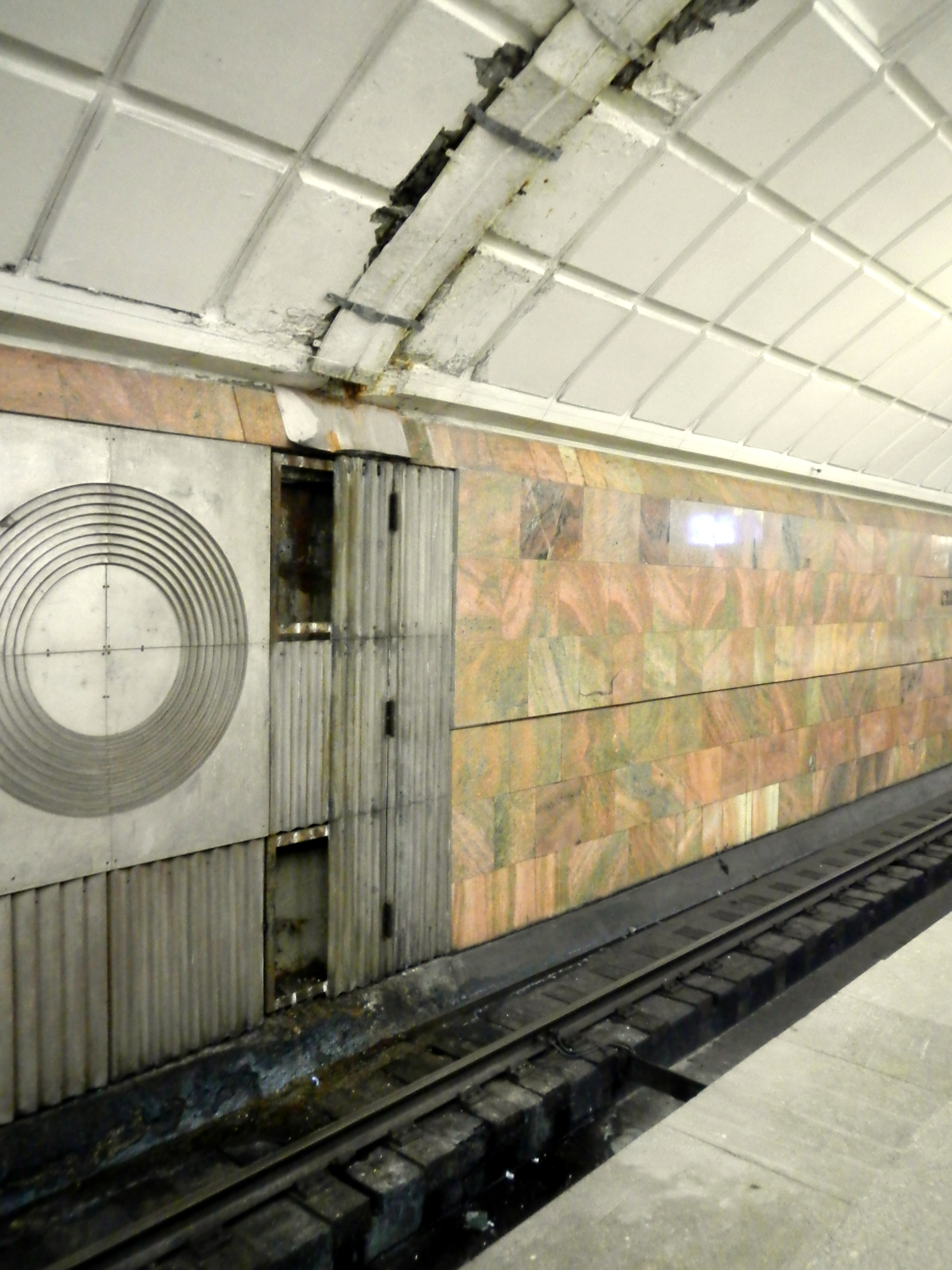
Ручейки

## Станция в цифрах
Пассажиропоток станции за 1 квартал 2023 года по данным Портала открытых данных Правительства Москвы: 45,1 тыс. чел. в сутки на вход и 44,1 тыс. чел. в сутки на выход.
- Таблица времени прохождения первого поезда через станцию[4]:

| По чётным числам              | Будние дни | Выходные дни |
| По нечётным числам            | Будние дни | Выходные дни |
| В сторону станции «Тушинская» | 05:43:00   | 05:41:00     |
| В сторону станции «Тушинская» | 05:42:00   | 05:42:00     |
| В сторону станции «Планерная» | 05:53:00   | 05:51:00     |
| В сторону станции «Планерная» | 05:52:00   | 05:52:00     |